# 17 Again (canción)
«17 Again» es una canción perteneciente al dúo pop musical Eurythmics. Fue escrita y coproducida por los miembros de la banda, Annie Lennox y David A. Stewart. La canción aparece en el álbum "Peace" y fue grabada en 1999 y lanzada en el 2000, en el Reino Unido como el segundo sencillo.
El cierre del tema musical es un fragmento del comienzo de la canción "Sweet Dreams (Are made of this)", lanzada en 1982 por la banda misma.
"17 again" llegó al puesto número 27 en el ranking UK singles chart del Reino Unido y al puesto número 1 en el ranking US Hot Dance Club Play en los Estados Unidos.
- Datos: Q4553529